# كوليناس
كوليناس، (بالإنجليزية: Collinas)‏، (سردينيا: Forru) هي بلدية في مقاطعة جنوب سردينيا، في منطقة سردينيا الإيطالية، وتقع على بعد حوالي 50 كم (31 ميل) شمال غرب كالياري، وحوالي 9 كيلومترات (6 ميل) شمال غرب سانلوري. اعتبارا من 31 ديسمبر 2004، كان عدد سكانها 954 وتبلغ مساحتها 20.8 كيلومتر مربع (8.0 ميل مربع).

## السكان
في سنة 1861 بلغ عدد السكان 976 نسمة، وتطور العدد ليصل في سنة 2011 لـ 885 نسمة.
يظهر هذا المخطط البياني تطور النمو السكاني لـ كوليناس